# Art Flash
Art Flash – polski zespół blues-rockowy, powstały w 1980 roku we Wrocławiu.

## Historia
Pierwszy skład grupy tworzyli: Jacek Krzaklewski (gitara solowa), Wojciech Szczęch (saksofon altowy), Janusz Lorentowicz (ex-Romuald & Roman; pianino elektryczne), Mieczysław Jurecki (gitara basowa) i Ireneusz Nowacki (perkusja). Menedżerem zespołu był Witold Świtoniak. Art Flash powstał ze wspólnej potrzeby grania koncertów. I w efekcie, pracujący wówczas w PR Wrocław, jako muzycy sesyjni – Krzaklewski, Jurecki i Nowacki doprowadzili do powstania zespołu, który początkowo występował z Małgorzatą Gruszczyńską-Wojnarowicz. Oprócz podkładów muzycznych dla innych wykonawców, grupa nagrywała również własne utwory instrumentalne. Po dołączeniu do Art Flashu wokalisty Krzysztofa Cugowskiego (dawny współpracownik Krzaklewskiego i Jureckiego z grupy Spisku) i klawiszowca Wojciecha Jaworskiego, w jego repertuarze znalazły się utwory bluesowe, standardy jazzowe i rozrywkowe oraz kompozycje członków zespołu. W listopadzie 1980 roku zespół wystąpił dwukrotnie na festiwalu Jesień z Bluesem (koncert galowy i występ w klubie Politechniki Białostockiej przy ul. Zwierzynieckiej), na XVIII KFPP w Opolu, biorąc udział w widowisku estradowym Pozłacany warkocz oraz koncertował w kraju, m.in. w Chełmie. Chociaż prognozy zawarte w prasie były optymistyczne to Art Flash okazał się rockową efemerydą i uległ rozwiązaniu na początku roku 1981. Zaś jego byli muzycy zakładali kolejne zespoły i rozpoczynali współpracę z innymi wykonawcami. Cugowski, Jaworski i Nowacki – Cross, Krzaklewski – Stalowy Bagaż, zaś Jurecki – Wolna Grupa Bukowina i praca sidemana.